# Vincenzo Tieri
Vincenzo Tieri (Corigliano Calabro, 28 novembre 1895 – Roma, 4 gennaio 1970) è stato un giornalista, commediografo e politico italiano.

## Biografia
Combatté durante la prima guerra mondiale. Già nel 1917 pubblicò a Corigliano la sua prima commedia: Il Trabocchetto. Nel 1918 si trasferì a Roma e divenne redattore de Il Tempo e dopo il 1925 redattore capo de Il Popolo di Roma, dedicandosi negli anni trenta alla produzione teatrale.
Lavorò anche per il cinema. Dalla sua commedia La sbarra fu tratto il film L'ispettore Vargas, del 1940; lo stesso anno scrisse la sceneggiatura di Una lampada alla finestra.
Fu eletto nel 1946 deputato del Fronte dell'Uomo Qualunque all'Assemblea Costituente, nel collegio unico nazionale, fino al 1948. Fu membro della commissione per la vigilanza sulle radiodiffusioni.
Fu membro della giunta esecutiva e, dal 24 giugno 1946, segretario generale del movimento di Guglielmo Giannini, che lasciò nel gennaio 1948 in contrasto con la decisione di correre alle elezioni politiche in coalizione con il PLI. Costituì un nuovo movimento: il Partito Qualunquista Italiano. Il fallimento di quell'iniziativa pose bruscamente fine alla sua carriera politica.
Dal 1955 al 1957 fu direttore del Piccolo Teatro di Palermo.
Suo figlio Aroldo (1917-2006) fu apprezzato attore teatrale e cinematografico.

## Opere
Fu autore di varie commedie tra cui:
- La logica di Shylock (1922)
- Taide (1932)
- L'amore (1933)
- L'ape regina (1940)
- Chirurgia estetica (1940)

## Prosa radiofonica Rai
- Il barone di Gragnano, regia di Alberto Casella, trasmessa il 17 marzo 1952